# Вера (име)
Вера је женско име словенског порекла. Настало је од именице вера. Постоје теорије како је ово име такође настало од латинске речи vera што значи истина. Користи се у Уједињеном Краљевству, Немачкој, Италији, Шпанији, Скандинавији, Словачкој, Чешкој, Грчкој, Холандији, Словенији, Бугарској, Србији, Хрватској, Северној Македонији, Португалији, Русији,, Украјини Албанији, Француској, Пољској, Јерменији, Мађарској и Румунији. Умањенице: Верица и Верка.

## Порекло
У древној грчкој хришћанској вери, света Фидес (Вера), њене сестре Спес (Нада) и Каритас (Љубав) и њихова мајка Софија (Премудрост), умрле су као мученице у другом веку нове ере током прогона хришћана у Римском Царство под царем Хадријаном. Имена су такође речи које означавају три кључне хришћанске врлине поменуте у Првој посланици апостола Павла Коринћанима (1. Коринћанима 13:13).
На енглеском језику, крајем 13 века, verray „истинита, права“, касније „стварна, чиста“ (крај 14. века), од англо-француског verrai, старофранцуског verai „истинита, искрена; тачна, праведна, законита“, од вулгарног латинског veracus, од латинског verax (генитив veracis) „истинита“, од verus „истина“ (извор такође италијанског vero), од корена вере „истинита, поуздана“. Значење "велико, изузетно" први пут је забележено средином 15. века. Користи се као чисти интензив од средњег енглеског.
На албанском, реч „verë“ ([ˈвɛɾә]) означава лето. Албанска мушка верзија имена је Veriu које има значење "Север" (као у кардиналном правцу), Алб. (veri, veriu).

## Познате личности
- Вера Анисимова (рођена 1952), совјетска атлетичарка
- Вера Аткинс (1908–2000), британска обавештајна службеница румунског порекла током Другог светског рата
- Вера Благојевић (1920-1942), југословенска партизанка
- Вера Брежњева (рођена 1982), украјинска поп певачица
- Вера Бритн (1893–1970), енглеска списатељица
- Вера Ванг (рођена 1949), америчка модна креаторка
- Вера Вељков-Медаковић (1923–2011), српска пијанисткиња и професорка клавира
- Вера Душевина (рођена 1986), руска тенисерка
- Вера Ђурашковић (рођена 1949), југословенска кошаркашица
- Вера Засулич (1849–1919), руски марксистички писац и револуционар
- Вера Звонарјова (рођена 1984), руска тенисерка
- Вера Јефтимијадес (рођена 1937), југословенска мачевалац
- Вера Јоцић (1923–1944), југословенска партизанка
- Вера Карали (1889–1972), руска балетска играчица, кореографкиња и глумица немог филма
- Вера Константиновна (1906–2001), најмлађе дете руског великог кнеза Константина Константиновича
- Вера Матовић (рођена 1946), српска народна певачица
- Вера Менчик (1906–1944), британска шахисткиња
- Вера Мухина (1889–1953), руски вајар
- Вера Николић (1948–2021), српска атлетичарка
- Вера Рубин (1928-2016), амерички астроном
- Вера Фармига (рођена 1973), америчка глумица украјинског порекла
- Вера Фишер (рођена 1951), бразилска глумица
- Вера Чаславска (1942–2016), чешка гимнастичарка
- Вера Читилова (1929–2014), чешка филмска редитељка
- Вера Чукић (рођена 1938), српска сценска и филмска глумица
- Вера Шнајдер (1904–1976), босанскохерцеговачка математичарка